# Transylvania (part 1- The count demands it)
Transylvania, part 1- The count demands it is het tweede soloalbum van Bryan Josh, zanger en gitarist van Mostly Autumn. Het is opgenomen in de geluidsstudio van Mostly Autumn, de Fairview studios in Kingston upon Hull. De ingeschakelde musici hadden ook een link met die muziekgroep.  

## Musici
- Bryan Josh – alle muziekinstrumenten behalve
- Alex Cromarty – slagwerk
- Troy Donockley – uilleann pipes, fluitjes etc. en percussie
- Olivia Sparnenn-Josh – zang (tracks 3 en 4)
- Anna Phoebe – viool, altviool (9, 11 en 15)
- Marc Atkinson – achtergrondzang (15)
- Scartlett Gordon, Harlan Findlay-Loftus en Drake Findlay-Loftus[1]– kinderstemmen (7)

## Muziek
| Nr. | Titel                                         | Duur |
| --- | --------------------------------------------- | ---- |
| 1.  | The count speaks (Josh)                       | 0:42 |
| 2.  | The back lane (Josh)                          | 4:52 |
| 3.  | In for the bite (Josh)                        | 4:00 |
| 4.  | Far away (Josh)                               | 5:06 |
| 5.  | The castle of 1000 dead (Josh)                | 4:22 |
| 6.  | Again the count speaks (Josh)                 | 0:21 |
| 7.  | Carnival of the rotting sun (Josh, Donockley) | 8:23 |
| 8.  | The wolves of Kolhon (Josh)                   | 5:40 |
| 9.  | The dead sun (Josh)                           | 6:47 |
| 10. | The count lectures (Josh)                     | 0:39 |
| 11. | Lonely and cold (Josh)                        | 1:59 |
| 12. | Rainbow (Josh)                                | 3:44 |
| 13. | The old man (Josh)                            | 2:35 |
| 14. | Ulak the gripper (Josh)                       | 2:58 |
| 15. | Beyond the wall (Josh)                        | 7:02 |
| 16. | The count commands (Josh)                     | 0:34 |